# 湖林乡
湖林乡，是中华人民共和国福建省漳州市华安县下辖的一个乡镇级行政单位。

## 行政区划
湖林乡下辖以下地区：
西陂村、吉土村、上田村、石井村、湖林村、前坑村、大坪村和岛濑村。

## 姓氏由來
王姓， 华安湖林乡西陂村王姓，始祖王惠忠，于明永乐十二年从安溪招卿移入漳州府龙溪县二十五都珍山保新罗乡西陂(今华安湖林)居住，遂为西陂开基始祖，传38世，500多人。